# Olympische Sommerspiele 2012/Teilnehmer (Bangladesch)
| Gelbes Symbol für Goldmedaillen mit stilisierten Olympischen Ringen | Graues Symbol für Silbermedaillen mit stilisierten Olympischen Ringen | Braundes Symbol für Bronzemedaillen mit stilisierten Olympischen Ringen |
| ------------------------------------------------------------------- | --------------------------------------------------------------------- | ----------------------------------------------------------------------- |
| —                                                                   | —                                                                     | —                                                                       |

Bangladesch nahm in London an den Olympischen Spielen 2012 teil. Es war die insgesamt achte Teilnahme an Olympischen Sommerspielen. Von der Bangladesh Olympic Association wurden fünf Athleten in fünf Sportarten nominiert.
Fahnenträger bei der Eröffnungsfeier war der Schwimmer Rahman Mahfizur.

## Teilnehmer nach Sportart

### Bogenschießen
| Athleten                     | Wettbewerb | Qualifikation | Qualifikation | 1. Runde      | 1. Runde | 2. Runde      | 2. Runde      | Achtelfinale  | Achtelfinale  | Viertelfinale | Viertelfinale | Halbfinale    | Halbfinale    | Finale        | Finale        | Rang |
| Athleten                     | Wettbewerb | Ringe         | Rang          | Gegner        | Ergebnis | Gegner        | Ergebnis      | Gegner        | Ergebnis      | Gegner        | Ergebnis      | Gegner        | Ergebnis      | Gegner        | Ergebnis      | Rang |
| ---------------------------- | ---------- | ------------- | ------------- | ------------- | -------- | ------------- | ------------- | ------------- | ------------- | ------------- | ------------- | ------------- | ------------- | ------------- | ------------- | ---- |
| Männer                       |            |               |               |               |          |               |               |               |               |               |               |               |               |               |               |      |
| Mohammed Emdadul Haque Milon | Einzel     | 636           | 61            | Larry Godfrey | 0:6      | ausgeschieden | ausgeschieden | ausgeschieden | ausgeschieden | ausgeschieden | ausgeschieden | ausgeschieden | ausgeschieden | ausgeschieden | ausgeschieden | 33   |

### Leichtathletik
Laufen und Gehen 
| Athleten   | Wettbewerb | Vorlauf | Vorlauf | Halbfinale    | Halbfinale    | Finale        | Finale        | Rang |
| Athleten   | Wettbewerb | Zeit    | Rang    | Zeit          | Rang          | Zeit          | Rang          | Rang |
| ---------- | ---------- | ------- | ------- | ------------- | ------------- | ------------- | ------------- | ---- |
| Männer     |            |         |         |               |               |               |               |      |
| Mohan Khan | 100 m      | 11,25 s | 5       | ausgeschieden | ausgeschieden | ausgeschieden | ausgeschieden | 21   |

### Schießen
| Athleten      | Wettbewerb      | Qualifikation | Qualifikation | Finale        | Finale        | Ringe | Rang |
| Athleten      | Wettbewerb      | Ringe         | Rang          | Ringe         | Rang          | Ringe | Rang |
| ------------- | --------------- | ------------- | ------------- | ------------- | ------------- | ----- | ---- |
| Frauen        |                 |               |               |               |               |       |      |
| Sharmin Ratna | Luftgewehr 10 m | 393           | 27            | ausgeschieden | ausgeschieden | 393   | 27   |

### Schwimmen
| Athleten        | Wettbewerb    | Vorlauf | Vorlauf | Halbfinale    | Halbfinale    | Finale        | Finale        | Rang |
| Athleten        | Wettbewerb    | Zeit    | Rang    | Zeit          | Rang          | Zeit          | Rang          | Rang |
| --------------- | ------------- | ------- | ------- | ------------- | ------------- | ------------- | ------------- | ---- |
| Männer          |               |         |         |               |               |               |               |      |
| Rahman Mahfizur | 50 m Freistil | 26,64 s | 7       | ausgeschieden | ausgeschieden | ausgeschieden | ausgeschieden | 39   |

### Turnen

#### Gerätturnen
| Athleten     | Wettbewerb       | Qualifikation | Qualifikation | Finale        | Finale        | Rang |
| Athleten     | Wettbewerb       | Punkte        | Rang          | Punkte        | Rang          | Rang |
| ------------ | ---------------- | ------------- | ------------- | ------------- | ------------- | ---- |
| Männer       |                  |               |               |               |               |      |
| Syque Caesar | Mehrkampf Einzel | 43,132        | 50            | ausgeschieden | ausgeschieden | 50   |

Syque Caesar erhielt den Startplatz vom Weltturnverband FIG per Einladung.